# Patrik Brinkmann

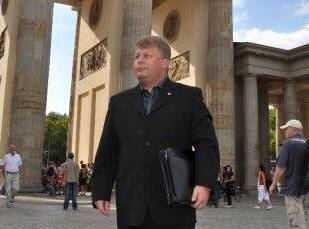
Patrik Brinkmann in Berlin

Patrik Brinkmann (* Dezember 1966 in Motala) ist ein schwedisch-deutscher Unternehmer und Politiker. Er gilt als eine Führungsfigur des europäischen Rechtsextremismus.

## Biographie
Brinkmann wurde 1966 in Schweden geboren. Seine Mutter stammt aus Deutschland. In den 1980er und 1990er Jahren war er als Unternehmer im Erzabbau und im Immobiliengeschäft aktiv und wurde durch diese Tätigkeit vermögend. So war er etwa mit 27 % an der Aktiengesellschaft „Wiking Mineral“ beteiligt. Allerdings geriet Brinkmann in Schweden mit Steuerverfahren und Konkursen in die Schlagzeilen. Unter anderem hatte er Steuerschulden in Höhe von 12,5 Mio. Kronen (umgerechnet etwa 1,2 Mio. Euro). 2006 wurde er zu acht Monaten Gefängnis wegen Steuerhinterziehung verurteilt, im Berufungsverfahren jedoch wegen Verjährung freigesprochen. Im März 2008 wurde er von einem Stockholmer Gericht für zahlungsunfähig erklärt.
Im Jahre 2004 versuchte er, die rechtsextreme Kontinent Europa Stiftung (KES) zu gründen. Deren Sitz sollte in der schwedischen Provinz Jönköpings län sein, aber die dortigen Behörden verweigerten seit Herbst 2004, die Stiftung zu registrieren, weil das Stiftungskapital von 20.000 schwedischen Kronen (ca. 2200 €) im Verhältnis zu den Zielen der Stiftung zu klein sei. Die Organisation trat dennoch weiterhin als Stiftung auf. Sie bezeichnete sich selbst als „neue europäische Denkfabrik“. Ziel sei die Einigung der europäischen Rechten. Der Verfassungsschutz befürchtete die Bildung eines internationalen Netzwerkes intellektueller Rechtsextremisten. Der russische Politologe und Historiker Wjatscheslaw Daschitschew, nach Angaben norddeutscher Verfassungsschutzbehörden eine „internationale Größe des Rechtsextremismus“, ist Mitglied des Vorstands der Stiftung. Die Stiftung unterhielt u. a. Beziehungen zur NPD. Auf Einladung der NPD-Landtagsfraktion in Mecklenburg-Vorpommern hielt die KES im August 2008 einen zweitägigen Kongress in der Landeshauptstadt Schwerin ab, bei dem etwa 50 Wissenschaftler und Publizisten aus dem rechtsintellektuellen Spektrum sowie eine Reihe von NPD-Spitzenfunktionären teilnahmen. Bekannte Mitglieder der Stiftung waren u. a. der ehemalige NPD-Funktionär Andreas Molau, der französische Publizist Pierre Krebs, der wegen Volksverhetzung verurteilte Verleger Gert Sudholt sowie der Geschichtsrevisionist Olaf Rose. Mittlerweile wurden die Aktivitäten der Organisation weitgehend eingestellt.
Im Jahre 2007 zog Brinkmann nach Berlin. Der Verfassungsschutz befürchtete, dass Brinkmann in Berlin ein europäisches Neonazi-Netzwerk etablieren wolle. Er gelte als Führungsfigur des internationalen Rechtsextremismus und pflege intensive Kontakte zur NPD sowie zu russischen Neonazis.
Anfang 2009 trat Brinkmann der DVU bei, welche mittlerweile mit der NPD fusionierte. Er finanzierte der DVU ein Gutachten für eine Klage gegen das Adoptionsrecht für homosexuelle Paare. 2010 wechselte er dann zur rechtspopulistischen Kleinpartei Bürgerbewegung pro Deutschland. Im März 2011 war er Landesvorsitzender in Berlin, trat jedoch bald wieder vom Vorsitz zurück. Grund war die Kandidatur eines Homosexuellen seiner Partei zur Berliner Landtagswahl.
Zu gleicher Zeit begannen die schwedischen Behörden, die Familienstiftung Brinkmanns zu überprüfen. Es hatte einige Unstimmigkeiten in der Buchführung gegeben – hierzu gehörten zu spät eingereichte Geschäftsberichte und der Rücktritt der Kassenprüfer wegen angeblicher unzureichender Einsicht in die Bücher.
Im September 2011 wurden durch geleakte E-Mails enge Kontakte Brinkmanns zum Gründer des antiislamischen Projektes Politically Incorrect Stefan Herre in der Öffentlichkeit bekannt.
Seit November 2011 nimmt Brinkmann eine Auszeit von der Politik. Sein Engagement habe auch negativen Einfluss auf seine Geschäfte gehabt.

## Positionen
Brinkmann strebt ein sogenanntes „ethnopluralistisches Europa der Völker“ an, dessen Kernproblem „nicht die Juden, sondern die Muslime“ seien, und vertrete islamfeindliche und homophobe Thesen, so Simone Rafael vom Internetportal Netz gegen Nazis.

## Privates
Brinkmann ist verheiratet und hat sechs Kinder. Er lebt in Berlin und Budapest. 2014 erklärte Brinkmann, von nun an teilweise in Ungarn zu leben. Brinkmann äußerte sich auch lobend über den ungarischen Ministerpräsidenten Viktor Orbán.